# Mertensia franciscana
Mertensia franciscana är en strävbladig växtart som beskrevs av A. A. Heller. Mertensia franciscana ingår i släktet fjärvor, och familjen strävbladiga växter. Inga underarter finns listade i Catalogue of Life.

## Bildgalleri

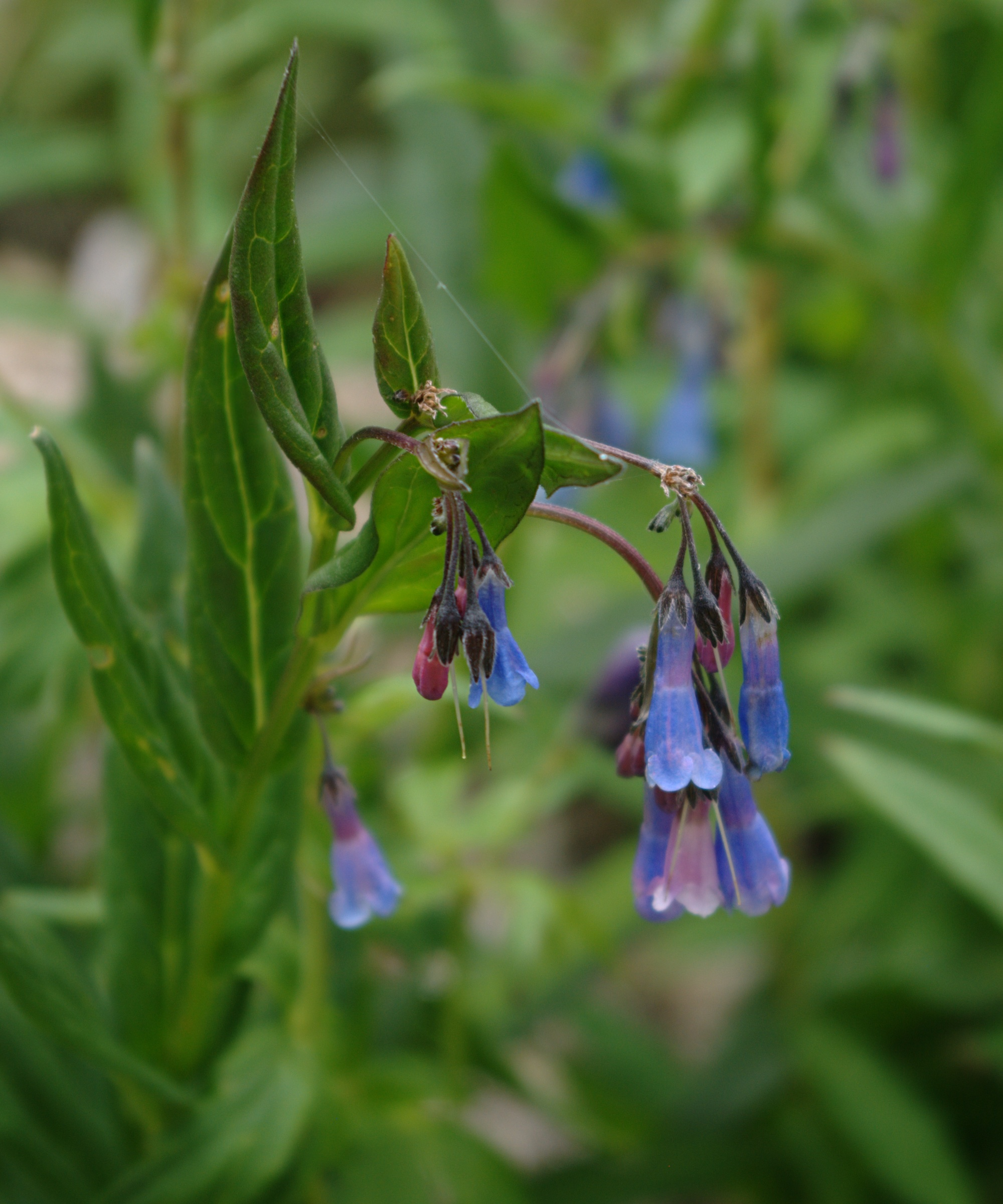